# Spanish Caravan
«Spanish Caravan» ("Caravana española") es una canción de la banda de rock estadounidense The Doors, incluida en el álbum Waiting for the Sun publicado en 1968, siendo la primera pista del lado B.
Es una de las piezas más barrocas y particulares de la banda, compuesta en uno de los momentos más creativos de sus miembros. En esencia, consta de una pista básica de flamenco, conocida  popularmente como "Granadinas", con ritmo a dos tiempos.
La canción es liderada por el virtuosismo en la guitarra acústica de Robby Krieger. El riff inicial fue tomado de "Asturias (Leyenda)", una pieza clásica de la música del compositor español Isaac Albéniz (1860-1909). También toma prestado un riff que suena similar al de Malagueña.
En 1972, fue incluida en el segundo recopilatorio de la banda Weird Scenes Inside The Gold Mine.

## Letra y significado
La letra fue compuesta íntegramente por Jim Morrison, y se caracteriza por sus simbolismos y alegorías. Aunque su autor nunca se refirió a ella, puede interpretarse como un tema romántico sobre la búsqueda de tierras bellas y ricas, temática  típica de George Byron. En Spanish Caravan el sujeto menciona que viaja en una caravana a Portugal y Andalucía en España, donde   "un tesoro está esperando" ("a treasure is waiting"). 
Los medios de transporte sugieren que el sujeto misterioso quiere ser "enviado" de vuelta a Europa a través de un desierto africano. Sin embargo, también está mencionado 'galleons lost in the sea' ( ' galeones perdidos en el mar’). Por supuesto, el tesoro podría ser una simbolización de otra cosa o concepto, no especificada con claridad sino como metáfora, algo habitual en muchas de las composiciones de Jim Morrison y sus compañeros.
En las actuaciones de The Doors el sentimiento de lujuria brutal o incluso desesperación estaba principalmente señalado.
El tema fue uno de los puntos importantes en los conciertos de la banda, a veces se incluyen en la serie Celebration of the Lizard, famosa por los experimentos teatrales acompañantes.
- Datos: Q390476